# Медісон Лінтц
Медісон Лінтц (англ. Madison Lintz; нар. 11 травня 1999, Атланта, Джорджія, США) — американська акторка. Відома своїми ролями Софії Пелетьє в телесеріалі «Ходячі мерці» та Медді Бош у стрімінговому серіалі «Детектив Бош».

## Біографія
Лінц народилася 11 травня 1999 року у Келлі Коллінз Лінтц, акторки, яка зіграла «матусю білого хліба» у фільмі «Ми — Міллери», та Марка Лінтца, агента з нерухомості. У Лінтц є троє братів і сестер — Маккензі, Метт і Максен. Її брати з'являлися у серіалі «Ходячі мерці» в ролі прийомного сина Керол, Генрі; Максен грав молодшу версію Генрі з 2016 по 2018 рік, а Метт грав старшу версію Генрі з 2018 по 2019 рік. У 2012 році Лінтц жила зі своєю родиною вАльфаретті, штат Джорджія, і навчалася вдома. Пізніше вона навчалася в Християнській академії Ковенант.

## Кар'єра
Акторська кар'єра Лінтц розпочалася, коли їй було шість років, вона знімалася в рекламі, а також озвучувала персонажів.
Вона з'явилася у перших двох сезонах постапокаліптичного телесеріалу AMC «Ходячі мерці», зігравши 12-річну доньку Керол Пелетьє, Софію. Вона знімалася в телесеріалах «Нешвілл» та «Це надприродне». З 2015 року до закінчення серіалу у 2021 році вона грала головну роль Медді Бош у серіалі Amazon «Детектив Бош», зображуючи дочку головного героя Гаррі Боша. Лінц повторила свою роль у спін-офі серіалу «Бош: Спадщина», прем'єра якого відбулася на Amazon Freevee 6 травня 2022 року.
Вона знялася у незалежному фільмі під назвою «Округ Ньюборн» (2011) та двох фільмах 2012 року: «Обережно! Предки в хаті» та «Після».

## Фільмографія
| Рік       |    | Українська назва            | Оригінальна назва           | Роль          |
| --------- | -- | --------------------------- | --------------------------- | ------------- |
| 2010—2012 | с  | Ходячі мерці                | The Walking Dead            | Софія Пелетьє |
| 2011      | с  | Це надприродно!             | It's Supernatural           | Наталія       |
| 2012      | ф  | Після                       | After                       | Ана           |
| 2012      | с  | Нешвілл                     | Nashville                   | Дана Батлер   |
| 2012      | ф  | Обережно! Предки в хаті     | Parental Guidance           | Ешлі          |
| 2012      | ф  | Американська Джуді          | American Judy               | Енні          |
| 2015—2021 | с  | Детектив Бош                | Bosch                       | Медді Бош     |
| 2018      | ф  | З'явився диявол             | Along Came the Devil        | Ханна         |
| 2022—2025 | с  | Детектив Бош: Спадок        | Bosch: Legacy               | Медді Бош     |
| 2023      | вг | The Walking Dead: Destinies | The Walking Dead: Destinies | Софія Пелетьє |